# Aloe meyeri
Aloe meyeri ist eine Pflanzenart der Gattung der Aloen in der Unterfamilie der Affodillgewächse (Asphodeloideae). Das Artepitheton meyeri ehrt den deutschen Missionar Louis G. Meyer (1867–1958).

## Beschreibung

### Vegetative Merkmale
Aloe meyeri wächst stammbildend, ist einfach oder von der Basis aus verzweigt. Die hängenden Stämme erreichen eine Länge von bis zu 100 Zentimeter. Die lanzettlich spitz zulaufenden Laubblätter bilden eine Rosette. Unterhalb der Rosette sind die Blätter auf einem kurzen Stück ausdauernd. Die glauke, auffällig puderig bereifte, leicht gestreifte Blattspreite ist 20 Zentimeter lang und 3,5 Zentimeter breit. Die weißen Zähne am Blattrand sind 2 Millimeter lang und stehen 5 bis 8 Millimeter voneinander entfernt.

### Blütenstände und Blüten

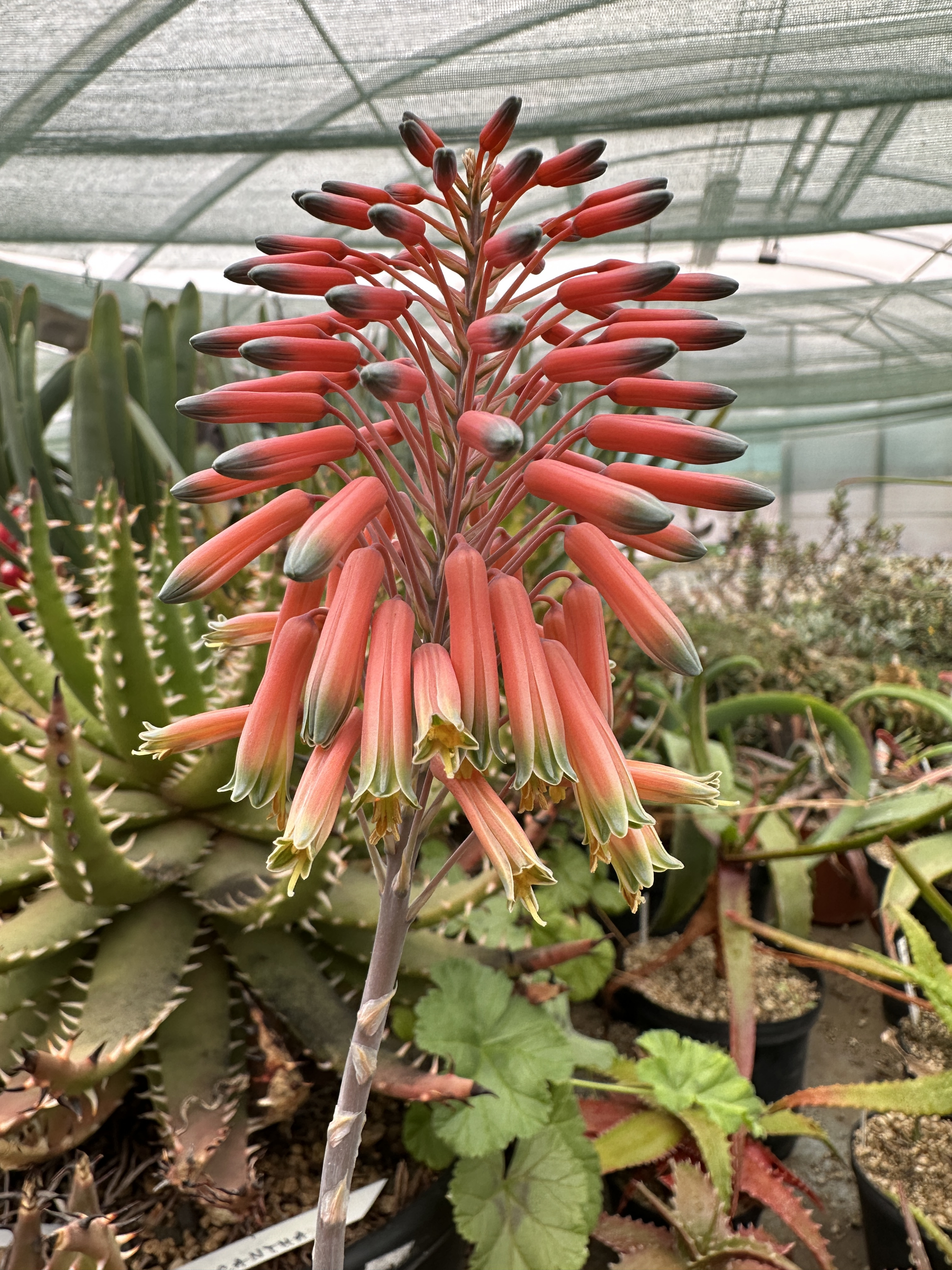
Blütenstand

Der hängend-zurückgebogene Blütenstand ist einfach oder selten verzweigt und erreicht eine Länge von 150 bis 250 Zentimeter. Die kopfigen Trauben sind etwa 7 Zentimeter lang und 8 Zentimeter breit. Die deltoid spitz zulaufenden Brakteen weisen eine Länge von 5 Millimeter auf und sind 3 Millimeter breit. Die etwas keulenförmigen, orangeroten, grün gespitzten Blüten stehen an 20 Millimeter langen Blütenstielen. Sie sind bis zu 20 Millimeter lang und an ihrer Basis gerundet. Auf Höhe des Fruchtknotens weisen die Blüten einen Durchmesser von etwa 3,5 Millimeter auf. Darüber sind sie zur Mündung auf 4 bis 5 Millimeter erweitert. Ihre äußeren Perigonblätter sind nicht miteinander verwachsen. Die Staubblätter ragen bis zu 3 Millimeter und der Griffel ragt nicht oder kaum aus der Blüte heraus.

## Systematik und Verbreitung
Aloe meyeri ist in Namibia und der südafrikanischen Provinz Nordkap auf exponierten, südwärts gerichteten Klippen verbreitet.
Die Erstbeschreibung durch Ernst Jacobus van Jaarsveld wurde 1981 veröffentlicht. Ein Synonym ist Aloe richtersveldensis Venter & Beukes (1982).

## Nachweise